# Merlevenez
Merlevenez é uma comuna francesa na região administrativa da Bretanha, no departamento Morbihan. Estende-se por uma área de 17,67 km². Em 2010 a comuna tinha 3 287 habitantes (densidade: 186 hab./km²).